# Жимолостные
Жи́молостные, или Жи́молостевые (лат. Caprifoliáceae) — семейство деревьев, кустарников и трав порядка Ворсянкоцветные (Dipsacales).

## Распространение и экология
Ареал охватывает умеренный пояс Северного полушария; в южном их немного, а в тропическом поясе встречаются лишь по горам; травянистых форм очень мало.

## Ботаническое описание
Листья всегда супротивные, то есть попарно расположенные, у большинства цельные, без прилистников (но у немногих они есть).
Цветки как правильные, так и неправильные, — двусторонне симметричные; тычинок 5; из нижней завязи происходит плод — ягода или костянка.

## Классификация

### Традиционная классификация
Традиционно семейство разделяли на три подсемейства:
- Жимолостные (Lonicereae). Цветки крупные с колокольчатым или трубчатым венчиком, у многих неправильным, столбик длинный; плод у большинства — ягода. Сюда относили
  - жимолость (Lonicera),
  - диервилла (Diervilla или Weigelia) — азиатско-американский род,
  - линнея (Linnaea),
  - снежноягодник (Symphoricarpus) — американский род,
  - ещё 2 тропических рода.
- Бузиновые (Sambuceae). Цветы мелкие, с коротким колесовидным и правильным венчиком; столбик цветка очень короткий и толстый; плод — костянка с 1-3 семенами; соцветие составлено из множества пар цветков (дихазиев), расположенных щитком. Три рода:
  - бузина,
  - калина (Viburnum),
  - тропический триостеум, или трёхкосточник (Triosteum), с 5 видами.
- Адоксовые с единственным родом адокса (Adoxa), или мускусница, или мускусная трава (этот род, по причине значительного отличия от других жимолостных, относили также к самостоятельному семейству  Adoxaceae или присоединяли к семейству Камнеломковые (Saxifragaceae).

### Современная классификация
По состоянию на декабрь 2023 года в семейство Жимолостные включается 29 родов:
- Bassecoia B. L. Burtt
- Cephalaria Schrad. — Головчатка, или Цефалярия
- Diervilla Mill. — Диервилла
- Dipsacus L. — Ворсянка
- Heptacodium Rehder — Гептакодиум
- Knautia L. — Короставник
- Leycesteria Wall. — Лейцестерия
- Linnaea [Gronov.] L. — Линнея
- Lomelosia Raf. — Ломелозия
- Lonicera L. — Жимолость
- Morina L. — Морина
- Nardostachys DC. — Нард
- Patrinia Juss. — Патриния
- Pseudoscabiosa Devesa
- Pterocephalidium G. López
- Pterocephalus Adans. — Пероголовник
- Pycnocomon Hoffmanns. & Link
- Scabiosa L. — Скабиоза
- Succisa Haller — Сивец
- Succisella Beck
- × Succisoknautia Baksay
- Symphoria Raf.
- Symphoricarpos Duhamel — Снежноягодник
- Triosteum L. — Трёхкосточник
- Triplostegia Wall. ex DC.
- Valeriana L. — Валериана
- Valerianella Mill. — Валерианелла
- Weigela Thunb. — Вейгела
- Zabelia (Rehder) Makino — Забелия

## Использование
Применение жимолостных невелико. Не давая ни строевого, ни поделочного леса, они разводятся в садах, как красивоцветущие кустарники и лианы для аллей, групп и вертикального озеленения.
Плоды некоторых видов жимолости съедобны, по вкусу напоминают голубику.
Валериана широко применяется в качестве лекарственного средства. Наряду с валерианеллой, она также используется в пищу.